# Taxón infraespecífico
En nomenclatura botánica, un taxón infraespecífico es un taxón a un rango debajo de especies (i.e. dentro de una especie, infra = debajo).
Un taxón infraespecífico lleva un nombre trinomial.

## Enlaces
- Anexo:Designaciones utilizadas en la nomenclatura de los grupos taxonómicos

- Datos: Q631147